# تاریخچه انتخاباتی مسعود پزشکیان
عالی‌ترین سِمَتِ انتخاباتیِ مسعود پزشکیان ریاستِ جمهوریِ ایران از تابستانِ ۱۴۰۳ است.

## در انتخابات‌ها
| سال  | انتخابات             | آرا        | ٪     | رتبه | نتیجه              |
| ---- | -------------------- | ---------- | ----- | ---- | ------------------ |
| ۱۳۸۶ | مجلس شورای اسلامی    | ۱۰۵٬۶۳۹    | ۲۷٫۶۱ | اول  | پیروزی             |
| ۱۳۹۰ | مجلس شورای اسلامی    | ۱۵۹٬۵۰۱    | ۲۷٫۱۱ | دوم  | پیروزی             |
| ۱۳۹۴ | مجلس شورای اسلامی    | ۲۶۱٬۶۰۵    | ۳۶٫۲۷ | اول  | پیروزی             |
| ۱۳۹۸ | مجلس شورای اسلامی    | ۱۱۲٬۲۳۱    | ~۲۵   | اول  | پیروزی             |
| ۱۴۰۰ | ریاست‌جمهوری          | —          | —     | —    | ردِّ صلاحیت          |
| ۱۴۰۲ | مجلس شورای اسلامی    | ۹۵٬۹۹۳     | ۲۳٫۰۹ | دوم  | پیروزی             |
| ۱۴۰۳ | ریاستِ جمهوری         | ۱۰٬۴۱۵٬۹۹۱ | ۴۳٫۵۴ | اول  | راه‌یابی به دور دوم |
| ۱۴۰۳ | دورِ دوّمِ ریاستِ جمهوری | ۱۶٬۳۸۴٬۴۰۳ | ۵۳٫۷  | اول  | پیروزی             |